# Leioscyphus
Leioscyphus là một chi rêu trong họ Geocalycaceae.